# Jörn Wolf
Jörn-Erik Wolf (* 24. Januar 1976) ist ein deutscher Journalist und Fußballfunktionär.

## Leben
Wolf, der Fußball beim TuS Holstein Quickborn, TuS Hasloh und SV Rugenbergen sowie in Quickborn ebenfalls Tennis spielte, durchlief ein Volontariat bei der Hamburger Fußballzeitung Sport Mikrofon und war anschließend für die Hamburger Morgenpost tätig. Von 2002 bis November 2016 war er Mediendirektor des Hamburger SV.
Im Januar 2017 trat Wolf das Amt des „Koordinators Trainer- und Funktionsteam“ bei Bayer 04 Leverkusen an und wurde damit ein enger Mitarbeiter von Cheftrainer Roger Schmidt. Zu seinen Aufgaben gehörte unter anderem das Abstimmen der verschiedenen Teilbereiche innerhalb des Trainer- und Betreuerstabes. Im Juni 2017 wurde Wolf beim chinesischen Verein Beijing Guoan ebenfalls an der Seite von Schmidt im gleichen Aufgabenbereich tätig. Über den Alltag eines Profifußballtrainers verfasste Wolf gemeinsam mit Schmidt das Buch Trainer. Bei der Arbeit. Zur Saison 2020/21 wechselte er zur PSV Eindhoven in die Niederlande und wurde dort wiederum Schmidts Assistent. Im April 2022 wurde sein Wechsel (gemeinsam mit Schmidt) zu Benfica Lissabon nach Portugal mit Dienstbeginn im Juli 2022 bekannt.